# 8411 Celso
8411 Celso è un asteroide della fascia principale. Scoperto nel 1996, presenta un'orbita caratterizzata da un semiasse maggiore pari a 2,3265209 UA e da un'eccentricità di 0,1487310, inclinata di 3,49215° rispetto all'eclittica.
L'asteroide è dedicato a Celso Macor, scrittore e poeta friulano.